# Mogniss H. Abdallah
Mogniss H. Abdallah, né d'une mère danoise et d'un père artiste-peintre égyptien, est un écrivain, réalisateur et producteur français.

## Parcours militant et professionnel
À la fin des années 1970, étudiant en sociologie à l'université de Nanterre, il a fréquenté les milieux maoïstes et avec son frère Samir il a organisé des concerts « Rock against police », ce qui leur a valu le surnom de « Maogniss » et une tentative d'expulsion en 1979.
Journaliste indépendant, il a collaboré à la première radio « immigrée » Radio Soleil Goutte d'or et au premier hebdomadaire « immigré » Sans frontière, puis a cofondé en 1983 l'agence IM'média avec son frère Samir avec pour but de « documenter les luttes de l’immigration ». Il a également travaillé sur les questions de discrimination, de violences policières et la situation des sans-papiers,.

## Filmographie
- Minguettes 83 : paix sociale ou pacification ?, documentaire, 26 min, IM’média/CCI Beaubourg, 1983.
- Douce France, la saga du mouvement "beur", documentaire, 52 min, M.Abdallah/K. Fero, IM’media/Migrant Media, 1992
- La Ballade des sans-papiers, documentaire, 87 min, L’Yeux Ouverts/IM’média, 1996/97.
- J’y suis, j’y reste, j’y vote, documentaire, 120 min, IM’média/Zaléa, 2001

## Sources
- Notices d'autorité :   - VIAF
  - ISNI
  - BnF (données)
  - IdRef
  - LCCN
  - Pays-Bas
  - WorldCat
- Worldcat